# Landschaftsschutzgebiet Kollerbachtal
Das Landschaftsschutzgebiet Kollerbachtal mit etwa 29 ha mit Flächengröße liegt im Gemeindegebiet von Extertal. Es wurde 2007 mit dem Landschaftsplan Nr. 5 Extertal durch den Kreistag des Kreises Lippe erstmals als Landschaftsschutzgebiet (LSG) ausgewiesen.

## Beschreibung
Das LSG umfasst  ein flaches Muldental mit naturnahen Elementen bei Bistrup. Das LSG besteht aus drei Teilflächen. Die K 53 (Bistruper Straße) trennt den nördlichen Teil ab. Der Kollerbach fließt im oberen Abschnitt grabenartig. Dort liegen Feuchtgrünlandflächen, die von Gehölzen gegliedert werden. Der mittleren Bach-Abschnitt weist einen Auenwaldrest am begradigten Bach auf. Der Kollerbach verläuft im unteren Abschnitt leicht mäandrierend und wird begleitet von einem Ufergehölzsaum. Zudem liegen noch eine kleine Laubwaldparzelle am Hang und mehrere Obstweiden im LSG.

## Schutzzwecke für das LSG
Laut Landschaftsplan erfolgte die Ausweisung des LSG:
- „zur Erhaltung und Wiederherstellung der Leistungsfähigkeit des Naturhaushaltes in ökologisch besonders wertvoll strukturierten Bereichen mit Wasser-, Klima- und Biotopschutzfunktionen,“
- „zur Erhaltung und Wiederherstellung von Quellbereichen und naturnahen Fließgewässern, Grünland, Kalkhalbtrockenrasen und naturnahen Waldbereichen unter schiedlicher Feuchtestufen, Feldgehölzen, Hecken und Obstwiesen,“
- „zur Erhaltung morphologisch ausgeprägter Bereiche zur Sicherung der landschaftlichen Eigenart und Vielfalt für die Erholung,“
- „zur Erhaltung wertvoller Biotopkomplexe aus Wald-Grünlandbereichen, Fließgewässern und Quellen sowie Biotopen nach § 62 LG mit wichtigen Refugial-, Puffer-, Trittstein- und Vernetzungsfunktionen,“
- „zur Erhaltung und Wiederherstellung wichtiger Rückzugsräume für die bedrohte Tier- und Pflanzenwelt,“
- „zur Sicherung von kulturhistorisch bedeutsamen Landschaften, z. B. Terrassenkulturlandschaften,“
- „zur Sicherung der das Orts- und Landschaftsbild gliedernden und belebenden und die dörflichen Siedlungsstrukturen prägenden Freiraumelemente.“[1]